# Luis Alberto Romero
Luis Alberto Romero (Canelones, 15 giugno 1968) è un ex calciatore uruguaiano, di ruolo attaccante.

## Carriera

### Club
La carriera di Romero si svolse per lo più in patria ad eccezione delle parentesi con il Cagliari in Italia, conclusasi con il trasferimento nel mercato di Gennaio e appena 10 presenze 0 goal e 1 espulsione; Shandong Luneng in Cina; Alianza Lima in Perù e River Plate in Argentina.
In Italia il calciatore è arrivato insieme al suo mentore Gregorio Pérez che venne esonerato dopo appena sei giornate.
I due nel Peñarol vinsero 4 scudetti uruguaiani. Nel 2005, Romero vinse il suo  quinto titolo con il Nacional.

### Nazionale
Partecipò con la nazionale Celeste alla Copa América 1997.

## Statistiche

### Cronologia presenze e reti in nazionale
| Cronologia completa delle presenze e delle reti in nazionale ― Uruguay | Cronologia completa delle presenze e delle reti in nazionale ― Uruguay | Cronologia completa delle presenze e delle reti in nazionale ― Uruguay | Cronologia completa delle presenze e delle reti in nazionale ― Uruguay | Cronologia completa delle presenze e delle reti in nazionale ― Uruguay | Cronologia completa delle presenze e delle reti in nazionale ― Uruguay | Cronologia completa delle presenze e delle reti in nazionale ― Uruguay | Cronologia completa delle presenze e delle reti in nazionale ― Uruguay |
| Data                                                                   | Città                                                                  | In casa                                                                | Risultato                                                              | Ospiti                                                                 | Competizione                                                           | Reti                                                                   | Note                                                                   |
| ---------------------------------------------------------------------- | ---------------------------------------------------------------------- | ---------------------------------------------------------------------- | ---------------------------------------------------------------------- | ---------------------------------------------------------------------- | ---------------------------------------------------------------------- | ---------------------------------------------------------------------- | ---------------------------------------------------------------------- |
| 2-6-1996                                                               | Montevideo                                                             | Uruguay                                                                | 0 – 2                                                                  | Paraguay                                                               | Qual. Mondiali 1998                                                    | -                                                                      | 46’                                                                    |
| 7-7-1996                                                               | Barranquilla                                                           | Colombia                                                               | 3 – 1                                                                  | Uruguay                                                                | Qual. Mondiali 1998                                                    | -                                                                      |                                                                        |
| 8-10-1996                                                              | Montevideo                                                             | Uruguay                                                                | 1 – 0                                                                  | Bolivia                                                                | Qual. Mondiali 1998                                                    | -                                                                      | 62’                                                                    |
| 12-11-1996                                                             | Santiago del Cile                                                      | Cile                                                                   | 1 – 0                                                                  | Uruguay                                                                | Qual. Mondiali 1998                                                    | -                                                                      | 46’ 65’                                                                |
| 2-4-1997                                                               | Montevideo                                                             | Uruguay                                                                | 3 – 1                                                                  | Venezuela                                                              | Qual. Mondiali 1998                                                    | -                                                                      | 42’                                                                    |
| 8-6-1997                                                               | Montevideo                                                             | Uruguay                                                                | 1 – 1                                                                  | Colombia                                                               | Qual. Mondiali 1998                                                    | -                                                                      | 81’                                                                    |
| 12-6-1997                                                              | Sucre                                                                  | Perù                                                                   | 1 – 0                                                                  | Uruguay                                                                | Coppa America 1997 - 1º turno                                          | -                                                                      |                                                                        |
| 15-6-1997                                                              | Sucre                                                                  | Uruguay                                                                | 2 – 0                                                                  | Venezuela                                                              | Coppa America 1997 - 1º turno                                          | -                                                                      | 32’ 60’                                                                |
| 18-6-1997                                                              | La Paz                                                                 | Bolivia                                                                | 1 – 0                                                                  | Uruguay                                                                | Coppa America 1997 - 1º turno                                          | -                                                                      | 60’                                                                    |
| Totale                                                                 |                                                                        | Presenze                                                               | 9                                                                      |                                                                        | Reti                                                                   | 0                                                                      |                                                                        |

## Palmarès

### Club

#### Competizioni nazionali
- Campionato uruguaiano: 5

Penarol: 1993, 1994, 1995, 1997
Nacional: 2005